# Grézac
Grézac ist eine französische Gemeinde mit 951 Einwohnern (Stand: 1. Januar 2022) im Département Charente-Maritime in der Region Nouvelle-Aquitaine; sie gehört zum Arrondissement Saintes und zum Kanton Saintonge Estuaire. Die Einwohner werden Grézacais genannt.

## Geographie
Grézac liegt etwa neun Kilometer nördlich des Ästuars der Gironde sowie etwa 90 Kilometer nordnordwestlich von Bordeaux. 
Nachbargemeinden von Grézac sind Corme-Écluse im Nordwesten und Norden, Meursac im Norden, Thaims im Nordosten und Osten, Saint-André-de-Lidon im Osten und Südosten, Cozes im Süden sowie Semussac im Südwesten und Westen.

## Bevölkerungsentwicklung
| Jahr                       | 1962 | 1968 | 1975 | 1982 | 1990 | 1999 | 2006 | 2019 |
| Einwohner                  | 666  | 607  | 644  | 614  | 616  | 592  | 675  | 938  |
| Quellen: Cassini und INSEE |      |      |      |      |      |      |      |      |

## Sehenswürdigkeiten
- Kirche Saint-Symphorien, Monument historique